# Список парусных транспортов Российского императорского флота
В список включены парусные транспорты, состоявшие на вооружении Российского императорского флота.

## Легенда
Список судов разбит на разделы по флотам и флотилиям, внутри разделов суда представлены в порядке очерёдности включения их в состав флота, в рамках одного года — по алфавиту. Ссылки на источники информации для каждой строки таблиц списка и комментариев, приведённых к соответствующим строкам, сгруппированы и располагаются в столбце Примечания.
Таблица:
- Наименование — имя судна.
- Количество орудий — количество артиллерийских орудий, установленных на судне. В случае, если судно в разное время было вооружено различным количеством орудий, значения указываться через знак «/».
- Водоизмещение — водоизмещение судна в тоннах.
- Размер — длина и ширина судна в метрах.
- Осадка — осадка судна (глубина погружения в воду) в метрах.
- Экипаж — количество членов экипажа.
- Верфь — место постройки судна.
- Корабельный мастер — фамилия мастера, построившего судно или руководившего его постройкой.
- н/д — нет данных.

Сортировка может проводиться по любому из выбранных столбцов таблиц, кроме столбцов История службы и Примечания.

## Список транспортов Балтийского флота
В разделе приведены все транспорты, входившие в состав Балтийского флота России.
| Наименование           | Ор.                                                    | Вод.                                                   | Размер                                                 | Ос.                                                    | Эк.                                                    | Верфь                                                             | Мастер                                                            | Вх.  | Вых.   | История службы | Прим.                    |
| ---------------------- | ------------------------------------------------------ | ------------------------------------------------------ | ------------------------------------------------------ | ------------------------------------------------------ | ------------------------------------------------------ | ----------------------------------------------------------------- | ----------------------------------------------------------------- | ---- | ------ | --- | ------------------------ |
| Гонец                  | н/д                                                    | 450                                                    | Сведений о размерах судов не сохранилось.              | Сведений о размерах судов не сохранилось.              | 110                                                    | Олонецкая верфь                                                   | Сведений о корабельных мастерах не сохранилось.                   | 1785 | н/д    | С 1785 по 1787 год использовался для перевозок корабельных стройматериалов из Кронштадта в Архангельск. С 1788 по 1790 год стоял в готовности в Архангельске, а с 1791 по 1806 год состоял при Архангельском порте и использовался для грузовых перевозок между портами Белого моря. | [ 1 ] [ 2 ]              |
| Турухтан               | н/д                                                    | 450                                                    | Сведений о размерах судов не сохранилось.              | Сведений о размерах судов не сохранилось.              | 110                                                    | Олонецкая верфь                                                   | Сведений о корабельных мастерах не сохранилось.                   | 1785 | 1800   | В 1785 и 1786 год использовался для перевозок корабельных стройматериалов из Кронштадта в Архангельск. В 1787 году был включен в состав первой кругосветной экспедиции российского флота, которая однако не состоялась из-за начавшейся русско-турецкой войны 1787—1791 годов, а транспорт включили в состав эскадры адмирала С. К. Грейга, которая готовилась к переходу в Средиземное море, который тоже не состоялся уже из-за начавшейся русско-шведской войны 1788—1790 годов. Во время войны принимал участие в Гогландском сражении, спасении севшего на мель корабля «Царь Константин» и имущества разбившегося фрегата «Возмислав», а также использовался для доставки продовольствия и боеприпасов на суда эскадр. После войны в 1791 году на транспорте перевозили грузы между Кронштадтом и Ревелем, а в следующем году он ушёл в Архангельск. С 1793 по 1799 год состоял при Архангельском порте. По окончании службы был разобран. | [ 1 ] [ 3 ]              |
| Холмогоры              | 26/32                                                  | 600                                                    | 41,2 x 40,7                                            | 4,4                                                    | 170                                                    | Быковская верфь                                                   | Сведений о корабельных мастерах не сохранилось.                   | 1786 | н/д    | В 1787 году был включен в состав первой кругосветной экспедиции российского флота, которая однако не состоялась из-за начавшейся русско-турецкой войны 1787—1791 годов, а транспорт включили в состав эскадры адмирала С. К. Грейга, которая готовилась к переходу в Средиземное море, который тоже не состоялся уже из-за начавшейся русско-шведской войны 1788—1790 годов. Во время войны принимал участие в крейсерских плаваниях, а также перевозке больных и раненых. В 1792 году доставил в Архангельск материалы для строившихся судов и с 1793 года находился при Архангельском порте. | [ 3 ] [ 4 ]              |
| Боец                   | 26/32                                                  | 600                                                    | 41,2 x 40,7                                            | 4,4                                                    | 170                                                    | Быковская верфь                                                   | Сведений о корабельных мастерах не сохранилось.                   | 1788 | н/д    | С 1788 по 1791 год находился Архангельске и стоял в готовности в Лапоминской гавани. В 1792 году совершил переход в Кронштадт и с 1793 по 1801 год использовался для перевозки грузов между портами Финского залива. | [ 3 ] [ 4 ]              |
| Наян                   | 26/32                                                  | 600                                                    | 41,2 x 40,7                                            | 4,4                                                    | 170                                                    | Быковская верфь                                                   | Сведений о корабельных мастерах не сохранилось.                   | 1788 | 1804   | С 1788 по 1790 год нёс брандвахтенную службу в Лапоминской гавани. С 1791 по 1796 год находился при Архангельском порте. По окончании службы был разобран в Архангельске. | [ 3 ] [ 4 ]              |
| Князь Михаил           | н/д                                                    | н/д                                                    | 22 x 7                                                 | 3,8                                                    | н/д                                                    | Сведений о месте постройки и корабельных мастерах не сохранилось. | Сведений о месте постройки и корабельных мастерах не сохранилось. | 1792 | 1804   | С 1792 по 1800 год использовался для грузовых перевозок между портами Финского залива. По окончании службы был разобран в Кронштадте. | [ 5 ] [ 6 ] [ 7 ]        |
| Святой Николай большой | Сведений о вооружении и размерах судна не сохранилось. | Сведений о вооружении и размерах судна не сохранилось. | Сведений о вооружении и размерах судна не сохранилось. | Сведений о вооружении и размерах судна не сохранилось. | Сведений о вооружении и размерах судна не сохранилось. | Соломбальская верфь                                               | Сведений о корабельных мастерах не сохранилось.                   | 1792 | 1798   | С 1792 по 1798 год использовался для описи берегов Белого моря. 23 сентября (4 октября) 1798 года разбился при переходе через бар Северной Двины. | [ 5 ] [ 7 ] [ 8 ]        |
| Кильдюин               | 24/32 .                                                | н/д                                                    | 41,2 x 10,7                                            | 4,4                                                    | 220                                                    | Соломбальская верфь                                               | Сведений о корабельных мастерах не сохранилось.                   | 1798 | 1813 . | С 1798 по 1801 год совершал плавания в Белом море. В 1803 году перешёл в Кронштадт и в следующем 1804 году ходил из Кронштадта в Ревель и обратно. В 1805 году был переоборудован во фрегат. В качестве фрегата нёс службу до 1813 года, пока не был продан в Англии. | [ 5 ] [ 7 ] [ 9 ] [ 10 ] |
| Атлас .                | н/д                                                    | н/д                                                    | 24,9 x 7,6                                             | 2,8                                                    | н/д                                                    | Лодейнопольская верфь                                             | Сведений о корабельных мастерах не сохранилось.                   | 1806 | 1815   | С 1807 по 1812 год использовался для грузовых перевозок между портами Финского залива. В 1814 и 1815 использовался для работ по описи финских шхер. По окончании службы был разобран в Кронштадте. | [ 11 ] [ 12 ] [ 13 ]     |
| Бобр                   | н/д                                                    | н/д                                                    | 24,9 x 7,6                                             | 2,8                                                    | н/д                                                    | Лодейнопольская верфь                                             | Сведений о корабельных мастерах не сохранилось.                   | 1806 | 1817   | В 1807 году состоял на грузовых перевозках между Кронштадтом и Ревелем. Принимал участие в русско-шведской войне 1808—1809 годов, использовался для доставки грузов из Кронштадта в Роченсальм. После войны в 1810 и 1811 годах состоял на грузовых перевозках между портами Ботнического и Финского заливов. Принимал участие в Отечественной войне 1812 года и войне с Францией 1813—1814 годов, в том числе в осаде Данцига. В 1814 и 1815 совершал плавания между Свеаборгом, Выборгом и Кронштадтом. По окончании службы был разобран в Санкт-Петербурге. | [ 11 ] [ 13 ] [ 14 ]     |
| Вол                    | н/д                                                    | н/д                                                    | 24,9 x 7,6                                             | 2,8                                                    | н/д                                                    | Лодейнопольская верфь                                             | Сведений о корабельных мастерах не сохранилось.                   | 1806 | 1817   | В 1807 году находился в Кронштадте. Принимал участие в Отечественной войне 1812 года и войне с Францией 1813—1814 годов, в том числе в осаде Данцига. В 1814 и 1815 совершал плавания в Ботническом и Финском заливах. По окончании службы был разобран в Санкт-Петербурге. | [ 11 ] [ 12 ] [ 13 ]     |
| Домкрат                | н/д                                                    | н/д                                                    | 24,9 x 7,6                                             | 2,8                                                    | н/д                                                    | Лодейнопольская верфь                                             | Сведений о корабельных мастерах не сохранилось.                   | 1806 | 1809   | В 1807 году состоял на грузовых перевозках между портами Финского залива. Принимал участие в русско-шведской войне 1808—1809 годов, использовался для доставки грузов из Кронштадта в Роченсальм и Свеаборг. 3 (15) ноября 1809 года по пути из Свеаборга в Кронштадт выскочил на берег в районе деревни Патала, где спустя 4 дня был полностью разбит волнами. | [ 11 ] [ 12 ] [ 13 ]     |
| Кит                    | н/д                                                    | н/д                                                    | 24,9 x 7,6                                             | 2,8                                                    | н/д                                                    | Лодейнопольская верфь                                             | Сведений о корабельных мастерах не сохранилось.                   | 1806 | 1813   | В 1808 году находился в Кронштадте. В 1810 и 1811 годах состоял на грузовых перевозках между портами Финского залива. Принимал участие в русско-шведской войне 1808—1809 годов в составе гребной флотилии контр-адмирала А. В. фон Моллера. 13 (25) августа 1813 года по пути из Риги в Данциг в Данцигском заливе налетел на косу Нерунг и разбился. | [ 12 ] [ 13 ] [ 15 ]     |
| Навага                 | н/д                                                    | н/д                                                    | 24,9 x 7,6                                             | 2,8                                                    | н/д                                                    | Лодейнопольская верфь                                             | Сведений о корабельных мастерах не сохранилось.                   | 1806 | 1810   | В 1807 году находился в Кронштадте. Принимал участие в русско-шведской войне 1808—1809 годов в составе гребного флота. По окончании службы был разобран в Санкт-Петербурге. | [ 13 ] [ 14 ] [ 16 ]     |

## Список транспортов Азовской флотилии и Черноморского флота
В разделе приведены все транспорты, входившие в состав Азовской флотилии и возрождённого Черноморского флота России.
| Наименование     | Ор.                                          | Вод.                                         | Размер                                       | Ос.                                          | Эк.                                          | Верфь                       | Мастер                                          | Вх.  | Вых. | История службы | Прим.                |
| ---------------- | -------------------------------------------- | -------------------------------------------- | -------------------------------------------- | -------------------------------------------- | -------------------------------------------- | --------------------------- | ----------------------------------------------- | ---- | ---- | --- | -------------------- |
| Бухарест         | 12                                           | н/д                                          | 26,2 x 7,3                                   | 2,4                                          | 57                                           | Икорецкая верфь             | С. И. Афанасьев                                 | 1770 | 1780 | Принимал участие в русско-турецкой войне 1768—1774 годов, в том числе в крейсерских плаваниях в Азовском море, а также использовался для перевозки провианта из Таганрога в Керчь, Еникале и на корабли эскадры. С 1774 по 1778 год перевозил продовольствие между портами Азовского моря. По окончании службы был переоборудован в киленбалок.                               | [ 17 ] [ 18 ] [ 19 ] |
| Яссы             | 12/14                                        | н/д                                          | 26,2 x 7,3                                   | 2,4                                          | 57                                           | Икорецкая верфь             | С. И. Афанасьев                                 | 1770 | 1785 | С 1770 по 1778 год использовался в качестве бомбардирского корабля. Зимой 1778—1779 годов переоборудован в транспорт. С 1779 по 1785 год использовался для грузовых перевозок между портами Азовского и Черноморского морей. 24 мая (4 июня) 1785 года по пути из Еникале в Таганрог попал в сильный шторм и разбился.                                                        | [ 17 ] [ 18 ] [ 19 ] |
| Ахтапом          | Сведений о конструкции судов не сохранилось. | Сведений о конструкции судов не сохранилось. | Сведений о конструкции судов не сохранилось. | Сведений о конструкции судов не сохранилось. | Сведений о конструкции судов не сохранилось. | Новохопёрская верфь         | Сведений о корабельных мастерах не сохранилось. | 1771 | 1779 | Принимал участие в русско-турецкой войне 1768—1774 годов, использовался для перевозки провианта на корабли эскадры. С 1774 по 1779 год перевозил продовольствие между портами Азовского моря. 10 (21) ноября 1779 года по пути из Петровской крепости в Таганрог разбился в районе Кривой косы.                                                                               | [ 17 ] [ 19 ] [ 20 ] |
| Камбала          | Сведений о конструкции судов не сохранилось. | Сведений о конструкции судов не сохранилось. | Сведений о конструкции судов не сохранилось. | Сведений о конструкции судов не сохранилось. | Сведений о конструкции судов не сохранилось. | Новохопёрская верфь         | Сведений о корабельных мастерах не сохранилось. | 1771 | н/д  | Принимал участие в русско-турецкой войне 1768—1774 годов, использовался для перевозки провианта и снабжения на корабли эскадры. С 1774 по 1787 год использовался для грузовых перевозок между портами Азовского и Чёрного морей. | [ 21 ] [ 22 ]        |
| Рак              | Сведений о конструкции судов не сохранилось. | Сведений о конструкции судов не сохранилось. | Сведений о конструкции судов не сохранилось. | Сведений о конструкции судов не сохранилось. | Сведений о конструкции судов не сохранилось. | Новохопёрская верфь         | Сведений о корабельных мастерах не сохранилось. | 1771 | 1777 | Принимал участие в русско-турецкой войне 1768—1774 годов, использовался для перевозки провианта и снабжения на корабли эскадры. С 1774 по 1777 год использовался для грузовых перевозок между портами Азовского моря. 5 (16) августа 1777 года разбился по пути из Еникале в Таганрог.                                                                                        | [ 1 ] [ 21 ] [ 20 ]  |
| Тарантул         | Сведений о конструкции судов не сохранилось. | Сведений о конструкции судов не сохранилось. | Сведений о конструкции судов не сохранилось. | Сведений о конструкции судов не сохранилось. | Сведений о конструкции судов не сохранилось. | Новохопёрская верфь         | Сведений о корабельных мастерах не сохранилось. | 1771 | 1775 | Принимал участие в русско-турецкой войне 1768—1774 годов, использовался для перевозки провианта и снабжения на корабли эскадры. В 1774 и 1775 годах использовался для грузовых перевозок между портами Азовского и Чёрного морей. 5 (16) декабря 1775 года по пути из Еникале в Петровскую крепость попал в шторм и был прибит к таманскому берегу, где позже и был разобран. | [ 1 ] [ 21 ] [ 20 ]  |
| Черепаха         | Сведений о конструкции судов не сохранилось. | Сведений о конструкции судов не сохранилось. | Сведений о конструкции судов не сохранилось. | Сведений о конструкции судов не сохранилось. | Сведений о конструкции судов не сохранилось. | Новохопёрская верфь         | Сведений о корабельных мастерах не сохранилось. | 1771 | н/д  | Принимал участие в русско-турецкой войне 1768—1774 годов, использовался для перевозки провианта и снабжения на корабли эскадры. С 1774 по 1789 год использовался для грузовых перевозок между портами Азовского и Чёрного морей. | [ 1 ] [ 21 ]         |
| Григорий большой | 24                                           | Сведений о конструкции судов не сохранилось. | Сведений о конструкции судов не сохранилось. | Сведений о конструкции судов не сохранилось. | Сведений о конструкции судов не сохранилось. | Николаевское адмиралтейство | Сведений о корабельных мастерах не сохранилось. | 1798 | 1809 | С 1799 по 1805 год использовался для доставки войск, боеприпасов и военных грузов из Севастополя в Корфу. Во время войны с Францией 1804—1807 годов доставлял снабжение на суда эскадры вице-адмирала Д. Н. Сенявина. В 1806 году совершал плавания из Корфу в Мессину и Неаполь. По окончании службы был продан.                                                             | [ 20 ] [ 21 ] [ 23 ] |
| Диомид           | 24                                           | н/д                                          | 42,7 x 12,2                                  | 4,9                                          | н/д                                          | Херсонская верфь            | В. И. Потапов                                   | 1804 | 1809 | В 1805 году использовался для доставки в Корфу войск, по возвращении в Севастополь в том же году был переоборудован в корвет. В составе корвета нёс службу до 1809 года, пока не был продан в Триесте. | [ 20 ] [ 24 ] [ 25 ] |
| Херсон           | 24                                           | н/д                                          | 36,6 x 10,4                                  | 3,7                                          | н/д                                          | Херсонская верфь            | М. И. Суровцов                                  | 1805 | 1809 | В 1805 году совершал плавания между портами Чёрного моря, в том же году был переоборудован в корвет. В составе корвета нёс службу до 1809 года, пока не был продан в Триесте. | [ 20 ] [ 24 ] [ 25 ] |
| Рион             | 26                                           | н/д                                          | 42,7 x 12,2                                  | 4,9                                          | н/д                                          | Херсонская верфь            | В. И. Потапов                                   | 1810 | 1823 | С 1811 по 1822 год использовался для перевозки грузов между Севастополем, Николаевом и Глубокой Пристанью. По окончании службы был разобран. | [ 20 ] [ 26 ] [ 27 ] |

## Список транспортов Каспийской флотилии
В разделе приведены все транспорты, входившие в состав Каспийской флотилии.
| Наименование | Ор.                                                       | Вод.                                                      | Размер                                                    | Ос.                                                       | Эк.                                                       | Верфь                    | Мастер                                          | Вх.  | Вых. | История службы | Прим.                |
| ------------ | --------------------------------------------------------- | --------------------------------------------------------- | --------------------------------------------------------- | --------------------------------------------------------- | --------------------------------------------------------- | ------------------------ | ----------------------------------------------- | ---- | ---- | --- | -------------------- |
| Волга        | Сведений о вооружении и конструкции судов не сохранилось. | Сведений о вооружении и конструкции судов не сохранилось. | Сведений о вооружении и конструкции судов не сохранилось. | Сведений о вооружении и конструкции судов не сохранилось. | Сведений о вооружении и конструкции судов не сохранилось. | Казанская верфь          | Сведений о корабельных мастерах не сохранилось. | 1788 | н/д  | С 1789 по 1792 и с 1795 по 1797 годы использовался для перевозки грузов между портами Каспийского моря. В 1793 и 1794 годах на транспорте производилась опись берегов Апшеронского полуострова. В 1798 году нёс брандвахтенную службу у острова Четырёхбугорный. | [ 5 ]                |
| Урал         | Сведений о вооружении и конструкции судов не сохранилось. | Сведений о вооружении и конструкции судов не сохранилось. | Сведений о вооружении и конструкции судов не сохранилось. | Сведений о вооружении и конструкции судов не сохранилось. | Сведений о вооружении и конструкции судов не сохранилось. | Казанская верфь          | Сведений о корабельных мастерах не сохранилось. | 1788 | н/д  | В августе 1791 года принимал участие в боевых действиях у Баку на стороне войск Ших-Али-Хана. В 1793 году нёс брандвахтенную службу в Баку. В 1795 и 1796 годах использовался для перевозки грузов между портами Каспийского моря. В 1795 и 1796 годах нёс брандвахтенную службу у острова Четырёхбугорный.                                                                                                   | [ 5 ]                |
| Осётр        | 4                                                         | н/д                                                       | 20,7 x 6,1                                                | 3                                                         | н/д                                                       | Астраханская верфь       | Сведений о корабельных мастерах не сохранилось. | 1806 | 1814 | Принимал участие в русско-персидской войне 1804—1813 годов, использовался для доставки продовольствия и снабжения на суда русской эскадры в Каспийском море и в расположение российских войск в Закавказье. По окончании службы был разобран. | [ 26 ] [ 28 ] [ 29 ] |
| Луна         | 4                                                         | н/д                                                       | 20,7 x 6,1                                                | 3                                                         | н/д                                                       | Казанское адмиралтейство | Сведений о корабельных мастерах не сохранилось. | 1807 | 1817 | Принимал участие в русско-персидской войне 1804—1813 годов, использовался для доставки продовольствия и снабжения на суда русской эскадры в Каспийском море и в расположение российских войск в Закавказье. После войны ежегодно 1814 по 1817 год выходил в плавания в Каспийское море. По окончании службы был разобран в Астрахани.                                                                         | [ 26 ] [ 28 ] [ 29 ] |
| Муха         | 4                                                         | н/д                                                       | 20,7 x 6,1                                                | 3                                                         | н/д                                                       | Казанское адмиралтейство | А. П. Антипьев                                  | 1808 | 1823 | Принимал участие в русско-персидской войне 1804—1813 годов, использовался для доставки продовольствия и снабжения на суда русской эскадры в Каспийском море и в расположение российских войск в Закавказье. После войны ежегодно 1814 по 1820 год выходил в плавания в Каспийское море. По окончании службы был разобран в Астрахани.                                                                         | [ 26 ] [ 28 ] [ 29 ] |
| Пчела        | 4                                                         | н/д                                                       | 20,7 x 6,1                                                | 3                                                         | н/д                                                       | Казанское адмиралтейство | А. П. Антипьев                                  | 1808 | 1830 | Принимал участие в русско-персидской войне 1804—1813 годов, использовался для доставки продовольствия и снабжения на суда русской эскадры в Каспийском море и в расположение российских войск в Закавказье. После войны ежегодно 1814 по 1820 год выходил в плавания в Каспийское море. С 1821 по 1828 год нёс брандвахтеннуб службу у острова Четырёхбугорный. По окончании службы был разобран в Астрахани. | [ 26 ] [ 28 ] [ 29 ] |
| Баку         | 4                                                         | н/д                                                       | 20,7 x 6,1                                                | 3                                                         | н/д                                                       | Казанское адмиралтейство | Е. И. Кошкин                                    | 1811 | н/д  | Принимал участие в русско-персидской войне 1804—1813 годов, использовался для доставки продовольствия и снабжения на суда русской эскадры в Каспийском море и в расположение российских войск в Закавказье. После войны ежегодно 1814 по 1817 год выходил в крейсерские плавания к берегам Персии. | [ 26 ] [ 29 ] [ 30 ] |
| Волга        | 4                                                         | н/д                                                       | 20,7 x 6,1                                                | 3                                                         | н/д                                                       | Казанское адмиралтейство | Е. И. Кошкин                                    | 1811 | н/д  | В 1812 году находился при Астраханском порте. Ежегодно 1813 по 1817 год выходил в крейсерские плавания к берегам Персии. | [ 29 ] [ 30 ] [ 31 ] |
| Осётр        | 4                                                         | н/д                                                       | 20,7 x 6,1                                                | 3                                                         | н/д                                                       | Казанское адмиралтейство | А. П. Антипьев                                  | 1817 | 1828 | В 1818 и 1819 годах выходил в крейсерские плавания к берегам Персии. В 1820 году нёс брандвахтеннуб службу у острова Сара, а с 1821 по 1823 у острова Четырёхбугорный. По окончании службы был разобран в Астрахани. | [ 29 ] [ 30 ] [ 31 ] |
| Кура         | 4/8                                                       | н/д                                                       | 20,7 x 6,1                                                | 3                                                         | н/д                                                       | Казанское адмиралтейство | А. П. Антипьев                                  | 1819 | 1828 | В 1820 и 1821 годах принимал участие в экспедиции Н. Н. Муравьёва-Карского. В 1822, 1823, 1825, 1826 и 1827 годах выходил в плавания к берегам Персии, а в 1824 году использовался для выполнения промеров дельты Волги. По окончании службы был разобран в Астрахани. | [ 29 ] [ 30 ] [ 31 ] |
| Волга        | 4                                                         | н/д                                                       | 20,7 x 6,1                                                | 3                                                         | н/д                                                       | Казанское адмиралтейство | А. П. Антипьев                                  | 1823 | 1833 | В 1824 году выходил в крейсерское плавание к берегам Персии. Принимал участие в русско-персидской войне 1826—1828 годов, использовался для поддержки войск и крейсерских плаваний. Во время русско-турецкой войны 1828—1829 годов использовался для доставки продовольствия в расположение российских войск в устье Куры. По окончании службы был разобран в Астрахани.                                       | [ 30 ] [ 31 ] [ 32 ] |

### Комментарии
1. 1 2  Транспорты «Гонец» и «Турухан» строились по одному проекту, тип «Колпица». Транспорт «Гонец» до 1788 года носил имя «Колпица».
2. 1 2 3  Транспорты «Холмогоры», «Боец» и «Наян» строились по одному проекту, тип «Холмогоры».
3. ↑  Длина судна указана по палубе, а ширина без обшивки.
4. ↑  По другим данным 1808 год.
5. ↑  По другим данным разобран в 1808 году.
6. ↑  24 фунтовые орудия. После переоборудования во фрегат на судно дополнительно были установлены восемь 6-фунтовых орудий.
7. ↑  В качестве транспорта до 1805 года.
8. 1 2 3 4 5 6  Транспорты «Атлас», «Бобр», «Вол», «Домкрат», «Кит» и «Навага» строились по одному проекту, тип «Атлас».
9. 1 2  Двухмачтовые транспорты «Бухарест» и «Яссы» строились по одному проекту, тип «Бухарест», и относились к четвёртому типу «новоизобретённых кораблей».
10. ↑  6-фунтовые орудия.
11. ↑  6-фунтовые орудия, во время службы бомбардирским кораблём на корабле также устанавливались две 3-пудовые мортиры.
12. ↑  По другим данным в 1770 году.
13. 1 2  Транспорты «Диомид» и «Рион» строились по одному проекту, тип «Диомид».
14. ↑  Указано вооружение корветов, сведений о вооружении транспортов не сохранилось.
15. 1 2  Транспорты «Волга» и «Урал» строились по одному проекту, тип «Волга».
16. 1 2 3 4 5 6 7 8 9  Транспорты «Луна», «Муха», «Пчела», «Баку», «Кура» и по два транспорта «Осётр» и «Волга» строились по одному проекту, тип «Осётр».
17. ↑  По другим данным в 1815 году.